# Hưng Hóa (thị trấn)
Hưng Hóa là thị trấn huyện lỵ của huyện Tam Nông, tỉnh Phú Thọ, Việt Nam.

## Địa lý
Thị trấn Hưng Hoá có diện tích 4,53 km², dân số năm 1999 là 4.145 người, mật độ dân số đạt 915 người/km².
Theo thống kê năm 2019, thị trấn Hưng Hóa có diện tích 4,53 km², dân số là 4.455 người, mật độ dân số đạt 983 người/km².

## Lịch sử
Thị trấn Hưng Hóa nằm trên vùng đất trước đây là Thành Hưng Hóa xưa thuộc Tỉnh Hưng Hóa của Triều Nguyễn. Khi giặc Pháp đến xâm lăng, Nguyễn Quang Bích khi đấy đang trấn giữ thành đã hiên ngang bất khuất không chịu khuất phục giặc.